# Бояринцев, Владимир Сергеевич
Владимир Сергеевич Бояринцев (1921—1997) — подполковник Советской Армии, участник Великой Отечественной войны, Герой Советского Союза (1945).

## Биография
Родился 27 февраля 1921 года в Петрограде (ныне — Санкт-Петербург) в рабочей семье.
В 1935 году окончил семь классов школы, после чего работал в Ленхлебторге. С 1940 года работал фрезеровщиком. В июле 1941 года был призван на службу в Рабоче-крестьянскую Красную Армию и направлен на фронт Великой Отечественной войны. В 1944 году вступил в ВКП(б). К декабрю 1944 года старший сержант Владимир Бояринцев командовал отделением кабельно-телеграфной роты 359-го отдельного батальона связи 23-го стрелкового корпуса 46-й армии 2-го Украинского фронта. Отличился во время освобождения Венгрии.
В ночь с 4 на 5 декабря 1944 года, несмотря на вражеский огонь, Бояринцев переправился через Дунай к югу от Будапешта и сумел проложить линию связи, что обеспечило командованию корпуса управление передовыми подразделениями. На следующий день отделение Бояринцева проложило через Дунай ещё две линии связи. Сам Бояринцев принимал участие в отражении семнадцати вражеских контратак, в ходе которых гранатами лично уничтожил две огневые точки противника.
Указом Президиума Верховного Совета СССР от 24 марта 1945 года старший сержант Владимир Бояринцев был удостоен высокого звания Героя Советского Союза с вручением ордена Ленина и медали «Золотая Звезда».
После окончания войны Бояринцев продолжил службу в Советской Армии. Участвовал в Параде Победы.
В 1962 году в звании подполковника был уволен в запас, работал в Кишинёве начальником особого отдела на заводе «Мезон».
Умер 8 апреля 1997 года. Похоронен на Центральном (Армянском) кладбище в Кишинёве.
Был также награждён орденом Отечественной войны 1-й степени, двумя орденами Красной Звезды, орденом «Знак Почёта», а также рядом медалей.